# 玄海原子力発電所
玄海原子力発電所（げんかいげんしりょくはつでんしょ）は、佐賀県東松浦郡玄海町にある九州電力の原子力発電所である。玄海原発（げんかいげんぱつ）とも呼称される。本記事では以下「玄海原発」と呼称する。

## 概要
玄海原発は、九州電力で最大の発電所であり、九州7県で使用される電力供給量の3割以上を発電する。3号機は日本初のプルサーマル発電を2009年（平成21年）から実施している。敷地面積は約87万平方メートル。
見学・PR施設として「玄海エネルギーパーク」が設置されている（#広報活動を参照）。

## 所在地
- 佐賀県東松浦郡玄海町今村

## 発電設備
| 番号  | 原子炉形式           | 定格電気出力 | 定格熱出力 | 燃料 装荷量                          | 燃料集合体数 | 運転開始日                 | 建設費   | 現況                  |
| ----- | -------------------- | ------------ | ---------- | ------------------------------------ | ------------ | -------------------------- | -------- | --------------------- |
| 1号機 | 加圧水型軽水炉 (PWR) | 55.9万kW     | 165.0万kW  | 低濃縮二酸化ウラン 約48トン          | 121体        | 1975年（昭和50年）10月15日 | 545億円  | 廃止（2015年4月27日） |
| 2号機 | 加圧水型軽水炉 (PWR) | 55.9万kW     | 165.0万kW  | 低濃縮二酸化ウラン 約48トン          | 121体        | 1981年（昭和56年）3月30日  | 1236億円 | 廃止（2019年4月9日）  |
| 3号機 | 加圧水型軽水炉 (PWR) | 118.0万kW    | 342.3万kW  | 低濃縮二酸化ウラン・MOX燃料 約89トン | 193体        | 1994年（平成6年）3月18日   | 3993億円 | 稼働中                |
| 4号機 | 加圧水型軽水炉 (PWR) | 118.0万kW    | 342.3万kW  | 低濃縮二酸化ウラン 約89トン          | 193体        | 1997年（平成9年）7月25日   | 3244億円 | 稼働中                |

- 3号機は、2009年（平成21年）11月5日よりプルサーマル試運転。同年12月2日より営業運転を開始。
- MOX燃料費は、1回目18体10.7トンで139億6400万円。2回目20体13トンで150億8200万円[要出典]。

## 年表
- 1968年（昭和43年）6月 - 1号機、建設計画を発表[3]。
- 1970年（昭和45年）12月 - 1号機、原子炉設置許可[3]。
- 1971年（昭和46年）3月 - 1号機、建設工事開始[3]。
- 1975年（昭和50年）
  - 1月 - 1号機、初臨界[3]。
  - 10月 - 1号機、営業運転開始[3]。
- 1976年（昭和51年）
  - 1月 - 2号機、原子炉設置許可[3]。
  - 6月 - 2号機、建設工事開始[3]。
- 1978年（昭和53年）12月 - 3・4号機、増設計画を発表[3]。
- 1980年（昭和55年）5月 - 2号機、初臨界[3]。
- 1981年（昭和56年）3月 - 2号機、営業運転開始[3]。
- 1984年（昭和59年）10月 - 3・4号機、原子炉設置許可[3]。
- 1985年（昭和60年）8月 - 3・4号機、建設工事開始[3]。
- 1993年（平成5年）5月 - 3号機、初臨界[3]。
- 1994年（平成6年）3月 - 3号機、営業運転開始[3]。
- 1996年（平成8年）10月 - 4号機、初臨界[3]。
- 1997年（平成9年）7月 - 4号機、営業運転開始[3]。
- 2009年（平成21年）12月 - 3号機、プルサーマル運転開始[3]。
- 2010年（平成22年）12月11日 - 3号機、定期点検を開始[4]（東日本大震災前の最後の定期点検）。
- 2011年（平成23年）
  - 1月29日 - 2号機、定期点検を開始[5]（東日本大震災前の最後の定期点検）。
  - 3月24日 - 2・3号機、定期点検後の発電再開を延期[6]。
  - 12月1日 - 1号機、東日本大震災後の最初の定期点検およびストレステストの一次評価を開始[7]。
  - 12月25日 - 4号機、東日本大震災後の最初の定期点検およびストレステストの一次評価を開始[8]。
- 2013年（平成25年）7月12日 - 3・4号機、原子力規制委員会に対し新規制基準への適合性確認を申請[9]。
- 2015年（平成27年）4月27日 - 1号機、運転終了[3][10]。
- 2017年 (平成29年)
  - 1月 - 3、4号機、原子力規制委員会による新規制基準の適合性審査に合格。
- 2018年 (平成30年)
  - 2月16日 - 3号機の燃料装荷開始。
  - 2月20日 - 3号機の燃料装荷終了。
  - 3月23日 - 3号機、再稼働。
  - 4月21日 - 4号機の燃料装荷開始。
  - 4月24日 - 4号機の燃料装荷終了。
  - 6月19日 - 4号機、発電再開[11]
- 2019年（平成31年）
  - 2月13日 - 2号機の老朽化による廃炉を正式決定[12]。
  - 4月9日 - 2号機廃止による発電事業変更届を経済産業大臣に提出[13]。
- 2025年（令和7年）7月26日 - 九州電力は発電所敷地内でドローン3機が飛行していることを確認。原子力規制委員会に、原発の運転に影響を及ぼすおそれがある「核物質防護情報」として通報[14]。無人航空機の捜索が行われたが発見できず、のちに「ドローンと思われる3つの光が確認された」に修正された[15]。

## 主な動き

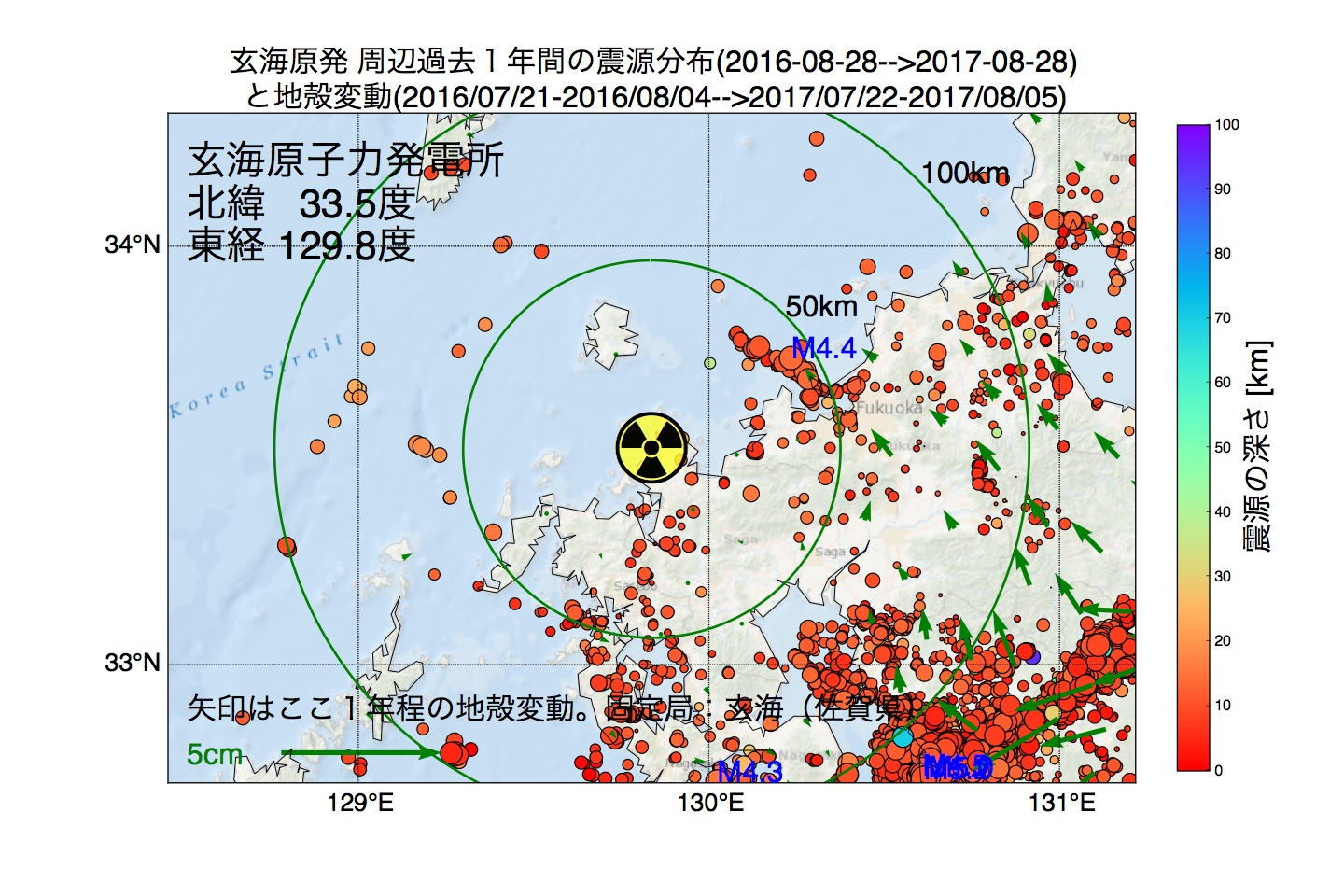
玄海原子力発電所周辺の過去1年間の地震の震源分布と地殻変動（防災科学技術研究所 Hi-net 高感度地震観測網の地震データと国土地理院の電子基準点の位置データより作成）

### 過去の主なトラブル
- 1998年（平成10年）
  - 1月20日 - 3号機定期検査中、燃料集合体シッピング検査の結果、1体に漏洩を発見
  - 7月18日 - 1号機で定格出力運転中、復水器細管漏洩により出力低下
- 1999年（平成11年）3月31日 - 2号機定期検査中、蒸気発生器伝熱管の渦流探傷検査の結果、管板拡管部に有意な信号指示を発見
- 2008年（平成20年）6月20日 - 4号機の冷却水圧に異常を検知したため自動停止
- 2010年（平成22年）12月9日 - 3号機の1次冷却水のヨウ素濃度がこれまでの平均値の4倍に上昇。燃料棒に穴が生じ放射性物質の漏洩が確認される。同年12月11日より第13回定期検査を前倒して実施し、2018年（平成30年）まで3号機が運転停止された[16][17][18]
- 2011年（平成23年）10月4日 - 4号機で、タービンを回転させた蒸気を水に戻す復水器の異常を示す信号を検知し、自動停止[19][20][21]
- 2011年12月16日 - 3号機で放射性物質を含む冷却水約1.8トンが漏れた[22]。

### 1号機の老朽化問題
1号機の脆性遷移温度が、1993年（平成5年）に56℃、2009年（平成21年）には98℃と上昇しており、専門家からは、想定以上に老朽化が進んでおり、緊急冷却の際に原子炉圧力容器が破損する恐れがあると指摘されていた。なお、九州電力側は脆性転移温度を測定するための試験片を圧力容器より炉心に近い場所に置いてあることから、現在の脆性遷移温度は80℃と推定している。この指摘を受け、古川康佐賀県知事は脆性遷移温度のデータ開示を要求し、岸本英雄玄海町長は「廃炉の議論を今すぐにでも始めなければならない」と述べた。
2015年3月18日には、同年4月27日を廃止予定日として運転終了することおよび電気事業法に基づき電気工作物変更の届出を行うことが発表され、2015年4月27日をもって電気事業法においては法的に廃炉となった。また、2015年12月22日には原子力規制委員会に廃止措置計画認可申請書が提出され、廃炉に向けた手続きが進められることとなった。

### 2011年以降の運転再開問題
2011年3月11日の時点では、玄海原発の1 - 4号機はそれぞれ以下の状態であった。
| 番号  | 状態                         |
| ----- | ---------------------------- |
| 1号機 | 2010年11月2日から通常運転中  |
| 2号機 | 2011年1月29日から定期検査中  |
| 3号機 | 2010年12月11日から定期検査中 |
| 4号機 | 2010年11月26日から通常運転中 |

3月11日に福島第一原子力発電所事故が発生し、原発の安全性の問題が全国で注目を集めるようになった。国の原子力安全・保安院は約3週間後の3月末に、緊急安全対策を各電力会社に指示した。経済産業省はこの対策が講じられたことが確認できれば再稼働は可能との見解で、海江田万里経済産業大臣は6月に原発の安全宣言を出し、定期検査の予定の作業が終了した玄海原発の再稼働のために佐賀県の古川康知事を訪ねた。
しかし、全国の市民からの反対の他、事故の検証が未実施で安全基準が示されていないとして、13基の商用原発を抱える福井県などからも時期尚早との声が上がった。そこで、政府（菅政権）は、ストレステストを導入し、1次評価で安全性を確認してから再稼働の是非を判断することとなった。
また、運転再開への「地元住民の疑問や不安を解消するために」経済産業省は「佐賀県民向け説明会」を開催した。この「説明会」は、「県民」と学者、経済産業省の担当者が、佐賀市にあるケーブルテレビのぶんぶんテレビのスタジオで公開質疑をするという内容であったが、開催前に九州電力担当者との会談で古川康知事が「経済界には再稼働を容認する意見があるが、表に出ない」「こうした機会を利用して声を出すことも必要だ」と発言し、担当者が「再開賛成の意見を増やすことが必要」との認識で一致した後、九州電力本社が関係会社の社員らに、番組に対して再開賛成のメールを出すよう指示した世論偽装工作事件（サクラ）が起こされた。
このやらせメール事件は国会質疑によって重大問題とみなされるようになり、第三者委員会が会社ぐるみでの指示があった事件だということを認める最終報告書を9月30日に提出した。これを受けて、海江田大臣の後継の枝野幸男経済産業大臣は、九州電力の姿勢を批判し、原発再稼働への障害になるとの認識を示した。
しかし、九州電力は再稼働手続きを進め、2011年12月14日に2号機のストレステストの結果を原子力安全・保安院に提出した。2012年5月4日の時点で、2号機は保安院によるストレステスト1次評価の審査中であり、他の号機については九州電力はストレステストを提出していない。
2,3号機は福島原発事故後、日本国内の原発再稼働の一番手と目されていたが、現時点では再稼働予定は未定である。2012年夏は九州電力管内の玄海原発と川内原発は稼働しない予定だが、節電を実施すれば猛暑でも需要を超える供給力が確保できると九州電力は計画を立てている。しかし、玄海町の岸本英雄町長は現在でも再稼働の必要性を強調している。
また東京新聞は、太平洋側でなく運転年数が比較的少なく加圧水型原子炉である3,4号機は、この条件を満たす他の原発とともに、政府が再稼働の候補にしそうである、と報じている。しかし、九州電力は、免震施設も、事故の時にベントを迫られた際に放射性物質の放出を減少させるためのフィルターも「設置時期は未定」といった回答しかしていない。

### 訴訟
- 2018年3月20日、周辺住民らが3号機、4号機の運転差し止めを求めた仮処分申し立てについて、佐賀地方裁判所は「新規制基準の合理性に疑いはなく、玄海原子力発電所が新基準に適合するとした原子力規制委員会の判断に看過しがたい欠落はない」として却下した[33]。ただ、阿蘇山から130キロメートル範囲内にある伊方発電所３号機は差し止められる判決となったのにもかかわらず、この判決について疑問が残る報道がされている。それに対して九州電力は「できるだけ多角的に捉えることが重要」と言及している[34]。

## 安全対策

### 耐震性
2005年（平成17年）3月20日の福岡県西方沖地震の際、玄海原発でも揺れを観測した。3号機補助建屋で震度4を観測し、3号機原子炉建屋の基礎部分では水平方向で85.0ガル、鉛直方向で54.2ガルの最大加速度を観測したが、被害はなかった。

## 佐賀県知事への献金問題
玄海原発の所長や佐賀支店長ら九州電力の幹部社員が、古川康佐賀県知事の政治団体に対し、2005年（平成17年）から2009年（平成21年）の5年間に計49万5000円を寄付していたことが判明している。同社幹部らは、個人献金であるとしているものの、事実上、個人献金の形を取りつつ、政治資金規正法によって禁じられている企業献金が行われているとの指摘が出ており、原発絡みの献金ではないかとの意見もある。

## 広報活動

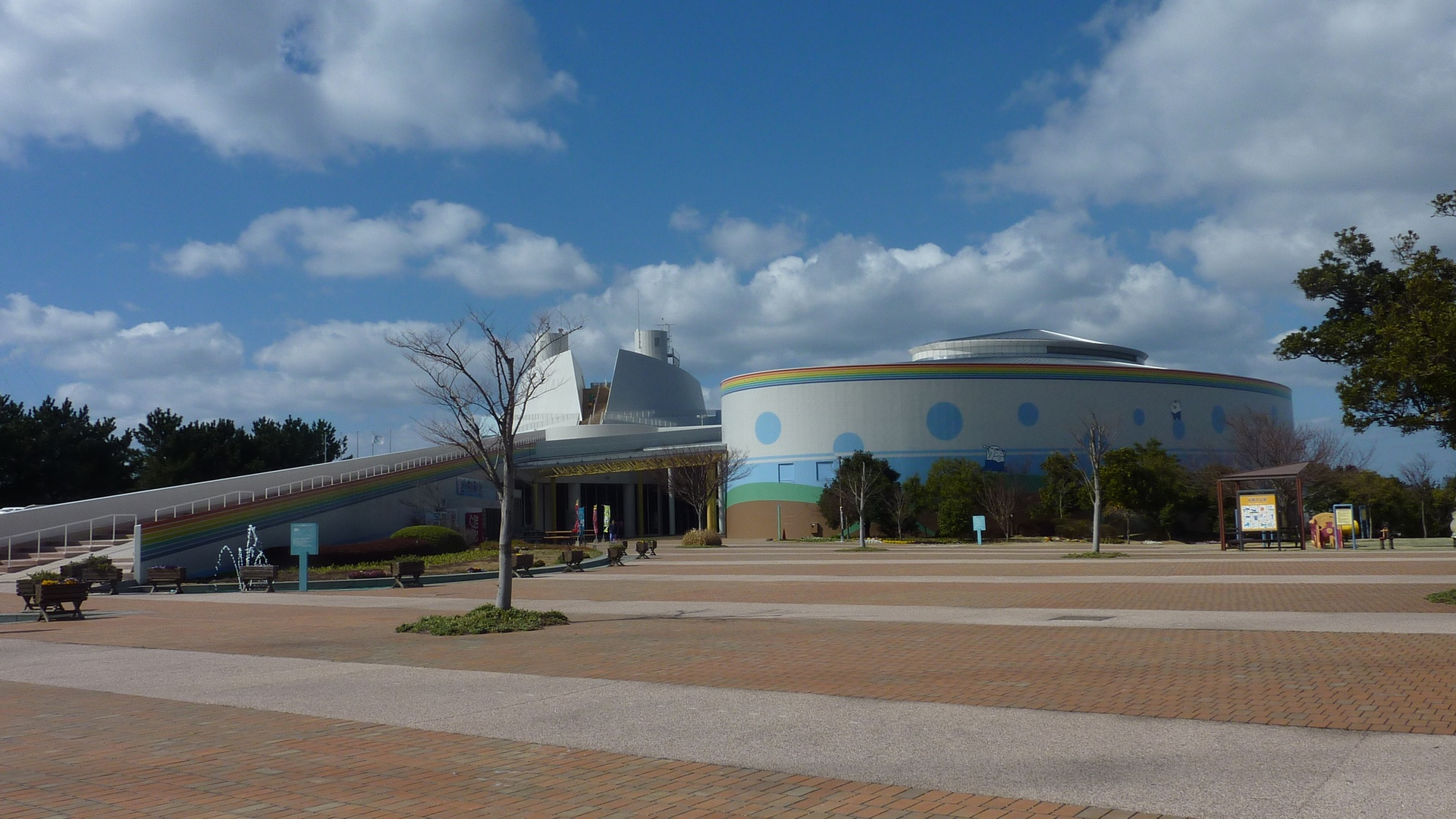
玄海エネルギーパーク

玄海原発1号機の建設工事が始まった2年後の1973年（昭和48年）4月15日に、九州電力は玄海原子力展示館を開館した。原子力発電の仕組みや原子炉の部品の模型などを展示した展示ホール、玄海原発や周辺の景色を一望できる展望台、研修会などを開催できる集会室といった設備がある。九州に限らず日本全国から幅広い年代の人々が訪問しており、累計来館者数は1991年（平成3年）に150万人に達した。展示館は2000年（平成12年）2月29日に閉館したが、最終的に約224万7千人が訪問している。
2000年3月には展示館の後継となる玄海エネルギーパークが開館し、こちらにも年間約30万人が訪問している。館内には実物大の原子炉模型が展示されているほか、原子力や原子力発電について学べるサイエンス館、佐賀県や九州の伝統工芸・芸能を紹介する九州ふるさと館、原発の廃熱を利用した観賞用温室などの設備がある。累計来館者数は2006年（平成18年）5月に200万人を超えた。見学の所要時間の目安は、玄海エネルギーパークのみが約70分、玄海エネルギーパークと玄海原発では約2時間とされている。
- 玄海エネルギーパーク

所在地 佐賀県東松浦郡玄海町今村字浅湖4112-1（玄海原発そば）

## 関連資料
- 井地輝雄、西川正行「玄海原子力発電所の運転実績」、『日本原子力学会誌』 日本原子力学会、1977年、第19巻第5号、pp. 299-302。NCID AN00188477、doi:10.3327/jaesj.19.299。
- 井野博満 「19pGB-2 老朽化する原発 : 特に圧力容器の照射脆化について」、『日本物理学会講演概要集』 一般社団法人日本物理学会、2012年8月24日、第67巻第2-4号、p. 865。NAID 110009601662, doi:10.11316/jpsgaiyo.67.2.4.0_865_1
- 佐々木康文 「玄海原発周辺地域における原子力防災体制の現状と課題 : 情報伝達に関わる内容を中心に」、『行政社会論集』 福島大学行政社会学会、2015年3月、第27巻第4号、pp. 9-65。NAID 120005608734。
- 松岡剛志, 一木博文, 江川賢祐 ほか 「日本初のプルサーマル発電 : 玄海原子力発電所」、『電気学会誌』 一般社団法人電気学会、2010年、第130巻第9号、pp. 592-595。NCID AN10432927、doi:10.1541/ieejjournal.130.592。（有料閲覧）
- 大石英一（九州電力） 「(116) 玄海原子力発電所原子力訓練センターの概要(第30セッション 企業内における技術者教育・管理者教育(4))」、『工学・工業教育研究講演会講演論文集 平成10年度』 公益社団法人日本工学教育協会、1998年7月30日、pp.383-386, NAID 110007462351, doi:10.20549/jseejaarc.1998.0_383。